# Звездане стазе: Протозвезда
Звездане стазе: Протозвезда (енгл. Star Trek: Prodigy) америчка је анимирана телевизијска серија аутора Кевина и Дена Хејгмана за услугу стриминга Paramount+ и кабловски канал Nickelodeon. Десета је серија у франшизи Звездане стазе, а покренута је 2021. као део проширеног универзума Звезданих стаза извршног продуцента Алекса Керцмана. Протозвезда је прва серија у франшизи намењена млађој публици, као и прва која користи 3D анимацију. Серија прати групу младих ванземаљаца који користе напуштени свемирски брод у потрази за авантуром.
Премијера серије је била 28. октобра 2021. на Paramount+-у, а 17. децембра на Nickelodeon-у. У Србији је премијера била 13. априла 2022. на Nickelodeon-у.

## Радња
2393. године, пет година након што се USS Војаџер вратио на Земљу на крају Звездане стазе: Војаџер, разнолика посада младих ванземаљаца проналази напуштени брод Звездане флоте, USS Протозвезду, у затворској колонији Тарс Ламора. Преузимајући контролу над бродом, морају да науче како да раде заједно док иду из квадранта Делта у квадрант Алфа.

## Ликови

### Главни
- Брет Греј као Дал Ар'Ел: 17-годишњи "бунтовник" непознате врсте који има улогу капетана на USS Протозвезди. Дал касније сазнаје да је аугоментовани човек са ДНК више ванземаљских врста.
- Ела Парнел као Гвиндала: 17-годишњи Вау Н'акат по надимку "Гвин" која је сањала о истраживању звезда док је одрастала на затворском астероиду свог оца. Талентовани лингвиста, научила је пуно ванземаљских језика.
- Џејсон Мандзукас као Џенком Пог: Аугументовани 16-годишњи Теларајт. Пошто је рођен пре него што су се Теларајти придружили Федерацији, пробудио се на далекосежном броду за спавање. Он обавља послове поправке на Протозвезди.
- Ангус Имри као Нулти: Медузан — бестелесни, бесполни, на енергији заснован облик живота — који носе одело за задржавање како би спречили да други полуде када их виде.
- Рајли Алазраки као Рок-Так: стидљиви, 8-годишњи Брикар. Упркос томе што је крупна и снажна она пркоси да јој одреде улогу бродског официра обезбеђења и уместо тога развија интересовање за науком.
- Ди Бредли Бејкер као Мурф: наизглед неуништиви слузави црв Меланоид са добрим тајмингом и апетитом за делове брода. Лик је првобитно додат као спрдња, са Далом који стиже и открива да се "слузавац" придружио посади, али писци су се убрзо заљубили у идеју да у серији буде "лик типа пса" у ком би деца уживала. У другој половини прве сезоне, писци су дали Мурфу карактерни склоп изван "само једе ствари", како би лик добио хуманоиднију форму.
- Џими Симпсон као Дреднок: Пророков смртоносни роботски извршилац. Ко-шоуранер Кевин Хејџман је рекао да је робот "веома миран, и тих, и смирен" што је контра беснијој личности Пророка. Симпсон је описао Дреднока као вербалнију верзију лика Максимилијана из филма Црна рупа (1979).
- Џон Нобл као Пророк: Гвинин отац и окрутни тиранин који контролише астероид Тарс Ламора и тражи Протозвезду. Лик, и Ноблова изведба, су инспирисани зликовцем из Звезданих стаза Рикарда Линталбана - Каном Нунијеном Сингом. Лик се у почетку појављује како плута у резервоару, што је инспирисано створењем плутајућег навигатора удружења из Дине (1984) Давида Линча.
- Кејт Малгру као Кетрин Џејнвеј: Малгруова најпре даје глас Протозвездином холографском саветнику за тренинг у хитним случајевима, који је заснован на лику Џејнвеј, бившег капетана USS Војаџера. Она такође даје глас правој Џејнвеј, сада вицеадмиралу Звездане флоте која командује USS Донтлесом.

### Споредни
- Бони Гордон као компјутер USS Протозвезде.
- Роберт Белтран као Чакотеј: првобитни капетан Протозвезде.
- Џамила Џамил као Осветница: чланица Пророкове врсте, маскирана у заставницу Звездане флоте Асенсију на USS Донтлесу.
- Џејсон Александер као Ноум: лекар Теларајт на Донтлесу.
- Давид Дигс као Тајсес: андоријски први официр Донтлеса.
- Били Кембел као Тадијун Окона: наметљиви капетан битанга који накратко постаје "упитан вођа" посади Протозвезде.
- Рони Кокс као Едвард Џелико: адмирал Звездане флоте и Џејнвејин надређени.

### Гостујући
- Рене Обержоноа као Одо: славни официр обезбеђења свемирске станице и замена која се појављује као холограм. Архивски аудио снимак Обержоное из Звездане стазе: Дубоки свемир 9 је коришћен за серију.
- Џејмс Духан као Монтгомери Скот: славни инжењер Звездане флоте који се појављује као холограм. Архивски аудио снимци Духана из Звездане стазе: Оригинална серија и Звездане стазе: Следећа генерација су коришћени за серију.
- Нишел Николс као Ниота Ухура: славни официр за комуникације који се појављује као холограм. Архивски аудио снимци Николсове из Оригиналне серије и Звездане стазе 2: Канов гнев (1982) су коришћени за серију.
- Ленард Нимој као Спок: славни официр за науку Звездане флоте који се појављује као холограм. Архивски аудио снимци Нимоја из Оригиналне серије, Звездане стазе: Играни филм (1979), Канов гнев, и Следећа генерација су коришћени за серију.
- Дејвид Рупрехт као капетан Кобајаши Маруа који се појављује као холограм. Архивски аудио снимак Рупрехта из Кановог гнева је коришћен за серију.
- Гејтс Макфаден као Беверли Крашер: славни лекар Звездане флоте који се појављује као холограм.
- Греј Грифин као Нанди: женска шверцерка Ференги која је одгајила Дала.
- Ерик Бауза као Барнис Фрекс: поручник Звездане флоте.
- Фред Татаскиор као Гаровик: заставник на USS Ентерпрајзу током Оригиналне серије.
- Кимберли Брукс као Кејсет: ромуланска заповедница.
- Ејми Хил као Др Јаго: генетичар.
- Ерин Макдоналд као Др Макдоналд: научница Звездане флоте.

## Улоге
| Улога                     | Оригинални глас                                       | Српски глас                                               |
| ------------------------- | ----------------------------------------------------- | --------------------------------------------------------- |
| Дал Ар'Ел                 | Брет Греј                                             | Алекса Станиловић                                         |
| Гвиндала                  | Ела Пернел                                            | Ирина Арсенијевић                                         |
| Џенком Пог                | Џејсон Мандзукас                                      | Немања Вановић                                            |
| Рок-Так                   | Рајли Алазраки                                        | Мина Ивановић                                             |
| Нулти                     | Ангус Имри                                            | Валентина Павличић                                        |
| Мурф                      | Ди Бредли Бејкер                                      | оригинални глас                                           |
| Кетрин Џејнвеј            | Кејт Малгру                                           | Александра Хлишћ                                          |
| Доктор                    | Роберт Пикардо                                        |                                                           |
| Тадијун Окона             | Били Кембел                                           | Немања Живковић (С1Е15) Милан Антонић (С1Е14)             |
| Илтуран                   | Џон Нобл                                              | Александар Глигорић                                       |
| Дреднок                   | Џими Симпсон                                          | Александар Глигорић                                       |
| Компјутер USS Протозвезде | Бони Гордон                                           | Марија Стокић (С1Е6-20) Јована Цавнић (С1Е2-5)            |
| Капетан Чакотеј           | Роберт Белтран                                        | Милан Тубић                                               |
| Заставница Асенсија       | Џамила Џамил                                          | Ивона Рамбосек                                            |
| Др Ноум                   | Џејсон Александер                                     | Томаш Сарић                                               |
| Заповедник Тајсес         | Давид Дигс                                            | Марко Марковић                                            |
| Зеф                       | Сункриш Бала                                          |                                                           |
| Мај'ел                    | Михаела Диц                                           |                                                           |
| Кетон                     | Сузана Блејксли                                       |                                                           |
| Бором                     | Џон Пиркис                                            |                                                           |
| Адмирал Едвард Џелико     | Рони Кокс                                             | Бранислав Платиша                                         |
| Одо                       | Рене Обержоноа                                        | Милош Ђуричић                                             |
| Монтгомери Скот           | Џејмс Духан                                           | Томаш Сарић                                               |
| Ниота Ухура               | Нишел Николс                                          | Сања Поповић                                              |
| Спок                      | Ленард Нимој                                          | Марко Марковић                                            |
| Коџиро Венс               | Дејвид Рупрехт                                        | Предраг Дамњановић                                        |
| Беверли Крашер            | Гејтс Макфаден                                        | Михаела Стаменковић                                       |
| Нанди                     | Греј Делајл                                           | Михаела Стаменковић                                       |
| Поручник Барнис Фрекс     | Ерик Бауза                                            | Милан Тубић                                               |
| Заставник Гаровик         | Фред Татаскиор                                        | Милан Антонић                                             |
| Заповедница Кејсет        | Кимберли Брукс                                        | Марија Стокић                                             |
| Др Јаго                   | Ејми Хил                                              | Марија Стокић                                             |
| Др Макдоналд              | Ерин Макдоналд                                        | Маријана Живановић                                        |
| Капетан Триџ              | Дебра Вилсон                                          | Ана Поповић                                               |
| Официр моста              | Ди Бредли Бејкер                                      | Лако Николић                                              |
| Бренарска заставница      | Бони Гордон                                           | Јелена Поповић                                            |
| Шеф транспортера          | Бен Томас                                             | Лако Николић                                              |
| Официр Звездане флоте #1  | Дебра Вилсон                                          | Ана Поповић                                               |
| Официр Звездане флоте #2  | Ди Бредли Бејкер (С1Е15) Ангус Имри (С1Е18-19)        | Лако Николић                                              |
| Бочни официр              | Бен Томас                                             | Лако Николић                                              |
| Теларајтски судија        | Ди Бредли Бејкер                                      | Милан Антонић                                             |
| Вулкански судија          | Ерик Бауза                                            | Томаш Сарић                                               |
| Кејзонски трговац робљем  | Брук Чалмерс (С1Е1)                                   | Милан Тубић                                               |
| Кицош                     | Ди Бредли Бејкер                                      | Лако Николић                                              |
| Клингонац #1              | Брук Чалмерс                                          | Бојан Хлишћ                                               |
| Клингонац #2              | Ди Бредли Бејкер                                      | Милош Ђуричић                                             |
| Каитијанско дете #1       | Ранија Шаркави                                        | Ивона Аливојводић                                         |
| Гјордслат                 | Лајла Берзинс                                         | Марко Марковић                                            |
| Тродо                     | Бен Томас                                             | Немања Живковић                                           |
| Бодљоглави ванземаљац     | Бен Томас                                             | Немања Живковић                                           |
| Двоглави ванземаљац       | Ди Бредли Бејкер                                      | Лако Николић                                              |
| Борг                      | Бен Томас                                             | Лако Николић                                              |
| Борг носорог              | Бен Томас                                             | Милош Ђуричић                                             |
| Борговски дроиди          | Бен Томас                                             | Марко Марковић                                            |
| Клингонски пилот          | Ерик Бауза                                            | Александар Глигорић                                       |
| Пролазник                 | Брук Чалмерс                                          | Милан Антонић                                             |
| Ксиндуски стражар #1      | Брук Чалмерс                                          | Томаш Сарић                                               |
| Ксиндуски стражар #2      | Брук Чалмерс                                          | Бојан Хлишћ                                               |
| Ксиндуски стражар #3      | Брук Чалмерс                                          | Милан Тубић                                               |
| TSA монитори              | Ерик Бауза                                            | Марко Ћурчић                                              |
| Посетилац Денаксија #1    | Ерик Бауза                                            | Милан Тубић                                               |
| Максимилион               | Брук Чалмерс                                          | Немања Живковић                                           |
| Бокси                     | Зехра Фазал                                           | Марија Стокић                                             |
| Адрик-Ху                  | Томи Ерл Џенкинс                                      | оригинални глас                                           |
| Др Бунс                   | Фред Татаскиор                                        | Лако Николић                                              |
| Џејмс'Т                   | Ди Бредли Бејкер                                      | Бранислав Јевтић                                          |
| Сул'У                     | Ерик Бауза                                            | Милош Ђуричић                                             |
| Скот'И                    | Ерик Бауза                                            | Бранислав Јевтић                                          |
| Спрок                     | Фред Татаскиор                                        | Марко Марковић                                            |
| Кадет Хуур'А              | Саманта Смит                                          | Марија Стокић                                             |
| Ендерпрајзијанци          | Ела Пернел Ди Бредли Бејкер Фред Татаскиор Ерик Бауза | Јована Цавнић Бранислав Јевтић Лако Николић Милош Ђуричић |
| Тал Шијар #1              | Бен Томас                                             | Бојан Хлишћ                                               |
| Тал Шијар #2              | Брук Чалмерс                                          | Милош Ђуричић                                             |
| Тал Шијар #3              | Ди Бредли Бејкер                                      | Марко Марковић                                            |
| Тал Шијар #4              | Бони Гордон                                           | Милош Ђуричић                                             |
| Тал Шијар #5              | Бен Томас                                             | Никола Тодоровић                                          |
| Тал Шијар #6              | Брук Чалмерс                                          | Mateya                                                    |
| Холограми Ноума           | Џејсон Александер                                     | Марко Марковић                                            |
| Холограм Пророка          | Џон Нобл                                              | Бранислав Јевтић                                          |
| Холограм Шљокицмок        | непознато                                             | Милош Ђуричић                                             |
| Холограми људи            | непознато                                             | Томаш Сарић                                               |
| Ученик #1                 | Сункриш Бала                                          |                                                           |
| Ученик #2                 | Зено Робинсон                                         |                                                           |
| Ученица #3                | Дебра Вилсон                                          |                                                           |
| Ученик                    | Зено Робинсон                                         |                                                           |
| Ученик команде            | Зено Робинсон                                         |                                                           |
| Инструктор #1             | Сункриш Бала                                          |                                                           |
| Инструкторка команде      | Дебра Вилсон                                          |                                                           |
| Сточић                    | Брук Чалмерс                                          |                                                           |
| Болијска мајка            | Бони Гордон                                           |                                                           |
| Саветница                 | Бони Гордон                                           |                                                           |
| Младић                    | Ерик Бауза                                            |                                                           |
| Млада жена                | Дебра Вилсон                                          |                                                           |
| Инжењер                   | Дебра Вилсон                                          |                                                           |
| Елитни чувар              | Бен Томас                                             |                                                           |
| Пилот шатла               | Афи Екулона                                           |                                                           |
| Поручница                 | Дебра Вилсон                                          |                                                           |
| Заставник #1              | Сункриш Бала                                          |                                                           |
| Заставница #2             | Бони Гордон                                           |                                                           |
| Вау Н'акатски чувар       | Бен Томас                                             |                                                           |
| Вау Н'акатски научник #1  | Ди Бредли Бејкер                                      |                                                           |
| Заставник моста           | Ди Бредли Бејкер                                      |                                                           |
| Џилијан                   | Бони Гордон (превод)                                  |                                                           |
| Маскирани војник          | Ди Бредли Бејкер                                      |                                                           |
| Екти                      | Џејмс Матис III                                       |                                                           |
| ВИ компјутер              | Дебра Вилсон                                          |                                                           |
| Јон                       | Кристина Роуз Шермерхорн                              |                                                           |
| Сељак                     | Грифин Бернс                                          |                                                           |
| Сељанка #1                | Валерија Родригез                                     |                                                           |
| Сељанка #2                | Кари Валгрен                                          |                                                           |
| Весли Крашер              | Вил Витон                                             |                                                           |
| Путник                    | Ерик Мењук                                            |                                                           |
| Др К'руванг               | Хорхе Гутијерез                                       |                                                           |
| Универзални преводилац    | Бони Гордон                                           |                                                           |
| Гром                      | Михаела Диц                                           |                                                           |
| Лоркипер                  | Џими Симпсон                                          |                                                           |
| Војник                    | Фред Татаскиор                                        |                                                           |
| Вау Н'акатски научник #2  | Фред Татаскиор                                        |                                                           |
| Вау Н'акатски научник #3  | Кари Валгрен                                          |                                                           |
| Вау Н'акатска патрола     | Бен Томас                                             |                                                           |
| Џек Крашер                | Изабел Кребс                                          |                                                           |

## Епизоде
| #   | #   | Српски наслов      | Изворни наслов   | Редитељ                 | Сценариста | Премијера          | Премијера у Србији |
| --- | --- | ------------------ | ---------------- | ----------------------- | --- | ------------------ | ------------------ |
| 1.  | 1.  | Изгубљено и нађено |                  | Бен Хибон               | Кевин и Ден Хејгман | 28. октобар 2021.  | 18. април 2022.    |
| 2.  | 2.  | Изгубљено и нађено | 19. април 2022.  | Бен Хибон               | Кевин и Ден Хејгман | 28. октобар 2021.  |                    |
| 3.  | 3.  | Звездани удар      |                  | Алан Ван                | Чад Квант | 4. новембар 2021.  | 13. април 2022.    |
| 4.  | 4.  | Хватач снова       |                  | Стив Ан и Сунг Шин      | Лиса Шулц Бојд | 11. новембар 2021. | 21. април 2022.    |
| 5.  | 5.  | Замља ужаса        |                  | Алан Ван и Олга Уланова | Џули и Шона Бенсон | 18. новембар 2021. | 22. април 2022.    |
| 6.  | 6.  | Кобајаши           |                  | Алан Ван                | Арон Волтк | 6. јануар 2022.    | 25. април 2022.    |
| 7.  | 7.  | Први противнапад   |                  | Стив Ан и Сунг Шин      | Дајандра Пендлтон-Томспон | 13. јануар 2022.   | 26. април 2022.    |
| 8.  | 8.  | Искривљено време   |                  | Олга Уланова и Сунг Шин | Никхил С. Џејарм | 20. јануар 2022.   | 27. април 2022.    |
| 9.  | 9.  | Морална звезда     |                  | Бен Хибон               | Кевин и Ден Хејгман, Џули и Шона Бенсон, Лиса Шулц Бојд, Никхил С. Џејарм, Дајандра Пендлтон-Томспон, Чад Квант и Арон Волтк | 27. јануар 2022.   | 28. април 2022.    |
| 10. | 10. | Морална звезда     | 3. фебруар 2022. | Бен Хибон               | Кевин и Ден Хејгман, Џули и Шона Бенсон, Лиса Шулц Бојд, Никхил С. Џејарм, Дајандра Пендлтон-Томспон, Чад Квант и Арон Волтк | 29. април 2022.    |                    |